# F Carinae
f Carinae (f Car) es una estrella en la constelación de Carina de magnitud aparente +4,51.
La paralaje medida por el satélite Hipparcos —5,39 ± 0,14 milisegundos de arco— emplaza a f Carinae a 605 años luz del sistema solar, siendo el error en la medida del 2,6%.
Su máximo acercamiento a la Tierra tuvo lugar hace 5,7 millones de años, cuando estuvo a una distancia de 233 años luz.
En ese momento su brillo alcanzó magnitud 2,43.
f Carinae es una estrella blanco-azulada de la secuencia principal de tipo espectral B2.5V(e).
Tiene una temperatura efectiva de 18.513 K.
Se estima que su radio es 4,5 veces más grande que el radio solar y gira sobre sí misma con una velocidad de rotación de al menos 283 km/s.
La inclinación de su eje de rotación respecto a la línea de visión es de 54º.
Su luminosidad es 1413 veces superior a la del Sol.
Aunque tiene una masa de 7,1 ± 0,1 masas solares, esta queda por debajo del límite a partir del cual las estrellas finalizan su vida explosionando como supernovas.
Posee una edad de 32 millones de años, lo que corresponde a un 0,7% de la edad del Sol.
f Carinae es una estrella variable, por lo que recibe la denominación de V334 Carinae.
Es una estrella Be —como α Arae o PP Carinae— cuya variación de brillo es de 0,11 magnitudes.